# کورینه‌باکتریوم دیفتری
کورینه باکتریوم دیفتری مهم‌ترین گونهٔ خانواده کورینه‌باکتریاها عامل بیماری دیفتری است. این باکتری باسیلِ گرم مثبت، کاتالاز مثبت و بی هوازی است.
این باسیل در سال ۱۸۸۴ توسط دو باکتری‌شناس آلمانی، ادوین کلبس (به آلمانی: Edwin Klebs) و فریدریش لوفلر (به آلمانی: Friedrich Loeffler) کشف شد. به همین علت آن را با نام باسیل کلِبس-لوفلر نیز می‌شناسند.
باسیل گرم مثبتی است که می‌تواند بر روی غشاهای مخاطی دستگاه تنفس فوقانی و در زخم‌های پوستی رشد نمایند.
این باکتری به وسیله توکسین دیفتری بیماری دیفتری ایجاد می‌کند.

## بیماری‌زایی
این باکتری از طریق قطرات و یا توسط تماس به افراد حساس منتقل می‌گردد. س‍‍‍پس باسیل ها بر روی غشاهای مخاطی یا خراش های پوستی رشد می کنند و آ‌‌نهایی که توکسین زا هستند شروع به تولید توکسین می نمایند. تمام کورینه دیفتریه های سم زا قادر به ایجاد اگزوتوکسین تولید کننده بیماری، مشابه می باشند.
سمیت این باسیل به صورت مستقیم به اگزوتوکسین‌اش (برون‌زهرابه) مربوط است. و نیازی به ورود به خون برای ایجاد علایم ندارد. ژنِ tox که تولیدکننده اگزوتوکسین باکتری است توسط فاژِ ß به باکتری وارد شده‌است. این اگزو توکسین از دو زیر واحد A و B تشکیل شده‌است.
3 منطقه کارا بر روی این اگزو توکسین شناسائی شده‌است. منطقه اتصال به گیرنده و  رونویسی بر روی زیرواحد B و یک منطقه کاتالیتیک بر روی زیر واحد A. گیرنده توکسین، فاکتورِ اپیدرمیِ متصل به هپارین است. که بر روی بسیاری از سلول‌های یوکاریوت به ویژه سلول‌های قلبی و عصبی حضور دارد.
پس از اتصال توکسین به سلول میزبان، منطقه رونویسی به غشائی اندوزومی تزریق می‌شود. که حرکت منطقه کاتالیتک را به درون سلول تسهیل می‌کند. سپس زیرواحد A سنتز پروتئین سلولی را مختل می‌کند. این کار از طریق غیر فعال کردنِ فاکتور ادامه پروتئین‌سازی ۲ (EF-2) انجام می‌پذیرد.

## همه‌گیرشناسی
دیفتری بیماری است که در سراسر دنیا دیده می‌شود. به ویژه در نواحی فقیر شهری، مکان‌هایی که سطح واکسیناسیون پائین است. بزرگترین همه‌گیریِ قرن بیستم در سال ۱۹۴۴ در اتحاد جماهیر شوروی رخ داد. به صورتی که ۴۸۰۰۰ ابتلا و ۱۷۴۶ مرگ بر اثر دیفتری ثبت شد.
کورینه باکتریوم در گلوی افراد ناقل و هم‌چنین بر روی پوست افراد مقاوم (مقاومت بر اثر واکسیناسیون یا ابتلا) می‌تواند باقی بماند و بر اثر تماس پوستی یا تنفسی انتقال پیدا کند. انسان تنها منبع این باکتری است.

## رده‌بندی
این باسیل دارای ۴ بیوتایپ به نام‌هایِ میتیس، گراویس، اینترمدیوس و بلفانتی است. که هر چهار دسته ممکن است سمی (عامل بیماری دیفتری) یا غیر سمی‌باشند.

## مورفولوژی و تشخیص
‌‌‌کورینه باکتری‌ها باکتری‌هایی با قطر 0/5 تا یک میکرومتر و طول چندین میکرومتر می‌باشند. مشخصاً این باکتری‌ها دارای برجستگی‌های نامنظم چماغی شکل در یک انتها می‌باشند. این بی‌نظمی موجود در باسیل‌ها (اغلب نزدیک قطب‌ها) به دلیل گرانول‌هایی است که به خوبی با با رنگ آنیلین (دانه‌های متاکروماتیک) رنگ آ‌میزی شده‌اند که در باسیل به حالت دانه‌های تسبیح ظاهر می‌شوند.  کلنی‌های کورینه باکتریوم دیفتریه بر روی محیط کشت آگار خوندار به صورت کوچک، دانه دار، خاکستری با لبه‌های نامنظم دیده می‌شوند. ممکن است هاله‌های کوچکی از همولیز نیز مشاهده گردد.
برای تشخیص دقیق این باکتری از رنگ آمیزی گرم و برای نشان دادن گرم مثبت بودن و ارگانیسم‌هایی به شدت چندشکلی و بدون سازمان بندی خاص استفاده می‌شود (که این به حروف چینی تشبیه شده‌است). از رنگ امیزی البرت هم استفاده می‌شود. سپس از کشت باکتری در محیط غنی شده‌ای به نام سرم لوفلر استفاده می‌شود تا توانایی آن در غلبه بر هر ارگانیسم دیگر در محیط غنی نشان داده شود. پس از آن از یک محیط کشت به نام آگار تلوریت استفاده می‌شود که در آن تمامی کورینه باکتریوم‌های توانایی تبدیل تلوریت به تلوریوم متالیک را دارند که موجب ایجاد کلونی‌های قهوه‌ای رنگ می‌شود. که کورینه باکتریوم دیفتریه با ایجاد هاله سیاه در اطراف کلونیها از بقیه متمایز می‌شود.
برای ایجاد سم باکتری در محیط کشت وجود مقدار کمی آهن الزامی است. در مقادیر بالای آهن چرخه تولید سم با اتصال مولکولهای آهن به آپورسپتور بتا باکتریوفاژ که ژن سم را حمل می‌کند مختل می‌شود. این برای انجام تست سم سازی اِلِک برای تشخیص سم زا بودن باکتری مورد استفاده‌است.

## طرز ساخت رنگ البرت برای رنگ امیزی کورینه باکتریوم
رنگ امیزی البرت برای مشاهده متا کروماتیک داخل باسیل باکتری لوفلر(کورینه باکتریوم) استفاده می‌شود سیتوپلاسم سبز روشن گرانولها ابی مایل سیاه می‌شوند

15% گرم tuluidine blue (تولوئیدن بلو)

۲میلی لیتر اتانول ۹۵%

۵ میلی لیتر اسید استیک خالص

۱۰۰میلی لیتر اب مقطر

## درمان و پیشگیری
کورینه باکتریوم دیفتری از طریق بزاق فرد بیمار یا ناقل از انسان به انسان منتقل می‌شود. دوره کمون این باکتری بین ۲ تا ۵ روز می‌باشد. اولین قدم در درمان آن تزریق آنتی توکسین است. کورینه باکتریوم دیفتری به اغلب آنتی‌بیوتیک‌ها همچون پنی‌سیلین‌ها، آمپی‌سیلین، سفالوسپورین‌ها، کینولون‌ها، تتراسیکلین‌ها، کلورآمفنیکول، سفوروکسیم، تریمتوپریم حساس می‌باشد.
جلوگیری از ابتلا به بیماری نیز از طریق واکسن دیفتری که امروزه در بسیاری از کشورها از جمله ایران اجباری می‌باشد امکان‌پذیر است.

## پیوندها
مرجع ازمایشگاه پزشکی